# ローター・コッホ
ローター・コッホ （Lothar Koch, 1935年7月1日 - 2003年3月16日）は、ベルリン・フィルハーモニー管弦楽団の首席オーボエ奏者。カラヤン率いるベルリン・フィル黄金期のスタープレーヤーの一人で、その太く丸く甘い音色と存在感・安定感のある演奏で20世紀ドイツのオーボエ奏者の代表格と言われる。

## 経歴
1935年、ドイツ・デュッセルドルフ近郊の街フェルバートで生まれる。10代でエッセンのフォルクヴァング・スクールにてJ.B.シュレーに師事し、17歳で首席オーボエ奏者としてフライブルク・フィルハーモニー管弦楽団に入団。1957年、22歳の若さでベルリン・フィルハーモニー管弦楽団の首席オーボエ奏者に就任する。1959年、プラハの春国際音楽コンクールで優勝。1970年代に入るとカラヤン時代のベルリン・フィルのスタープレーヤーとして黄金期を支える。1979年10月、演奏旅行中で到着後の北京空港でタラップからの転落事故に遭い重傷を負うが、闘病生活の後に復活し、ベルリン・フィルに復帰する。1991年9月、34年間にわたり首席を務めてきたベルリン・フィルを退団し、10月ザルツブルク・モーツァルテウム音楽院教授に就任、後進の指導にあたる。1993年、サイトウ・キネン・オーケストラに首席オーボエ奏者として参加。ベートーヴェンの交響曲第7番の録音に参加する。1995年、生涯最後となる来日。東京都交響楽団定期演奏会に客演（リヒャルト・シュトラウスの協奏曲）したほか、武蔵野音楽大学などで講習会を開く。2003年3月16日、壊疽との闘病の末、没。
最初の来日は1957年のベルリン・フィルで、新人（試用期間）として数曲でトップを吹いた。ちなみにその他のメンバーはカール・シュタインス、ヘルムート・シュレーフォークト、ゲルハルト・シュテンプニクで、現在でも時折放映される『運命』の映像には4人が揃って映っている。1970年代になってソロ・リサイタルや室内楽でも盛んに来日を重ね、小林道夫やコンタルスキーとの共演を披露したが、1980年代から1990年代には健康の衰えを感じさせる場面もあった。1978年に
TBSテレビ『オーケストラがやって来た』にも出演、新日本フィルの鈴木清三の呼びかけで収録当日に可能な限り多くのオーボエ奏者が集まり、大合奏を行なった逸話もある。
日本人の弟子では、過去にハンブルク交響楽団で首席オーボエ奏者を務めた高橋淳氏や、名古屋フィルハーモニー交響楽団首席オーボエ奏者の寺島陽介氏がいる。